# Scott Lawrence
Scott Lawrence (n. 27 de septiembre de 1963) es un actor estadounidense conocido por su papel como el abogado Sturgis Turner en la serie JAG. Lawrence interpretó el papel desde 2001 hasta 2005, cuando la serie terminó.

## Carrera
Antes de aparecer en 76 episodios de JAG, Lawrence estuvo activo en la televisión y en el cine. A finales de 1980, tuvo un papel recurrente en Murphy Brown y a principios de 1990 fue un regular en la serie Bagdad Cafe. En el cine, Lawrence apareció en The First Power con Lou Diamond Phillips y Mykelti Williamson. Luego apareció en Doppleganger con Drew Barrymore, Dennis Christopher y Sally Kellerman. También fue visto en Timecop, Celtic Pride, Turbulence y en Private Parts. Después de JAG, apareció en la película Avatar y como Maurice en The Social Network .
En 2011, apareció como el detective Webb en American Horror Story.

## Filmografía

### Cine
| Año  | Título                  | Personaje                          | Notas |
| ---- | ----------------------- | ---------------------------------- | ----- |
| 1990 | The First Power         | Miembro de banda #2                |       |
| 1992 | Ruby                    | Dillon                             |       |
| 1993 | Doppelganger            | Enfermero                          |       |
| 1993 | When the Bough Breaks   | Sargento Footman                   |       |
| 1994 | Timecop                 | George Spota                       |       |
| 1996 | Celtic Pride            | Desconocido                        |       |
| 1997 | Turbulence              | Felix                              |       |
| 1997 | Private Parts           | El muchacho de las noticias        |       |
| 2004 | Party Wagon             | Lewis Clark Jefferson / Cowpoke #3 | Voz   |
| 2008 | Cloverfield             | Soldado líder                      |       |
| 2009 | Avatar                  | Venture Star Crew Chief            |       |
| 2010 | The Social Network      | Maurice                            |       |
| 2012 | A Green Story           | Eric                               |       |
| 2013 | The Host                | Doc                                |       |
| 2013 | Star Trek Into Darkness | Oficial de Venganza de U.S.S.      |       |
| 2014 | Into the Storm          | Principal Thomas Walker            |       |
| 2015 | Quitters                | Todd                               |       |
| 2015 | Danny Collins           | Dr. Ryan Kurtz                     |       |
| 2015 | Equals                  | Mark                               |       |
| 2019 | Stuber                  | Dr. Branch                         |       |

### Televisión
| Año       | Título                | Personaje                     | Notas                                                          |
| --------- | --------------------- | ----------------------------- | -------------------------------------------------------------- |
| 1989      | Murphy Brown          | Man In Elevator (uncredited)  | Episodio: "I Would Have Danced All Night"                      |
| 1989      | Midnight Caller       | Dwight Hoover                 | Episodio: "Take Back the Streets"                              |
| 1991      | Growing Pains         | Webster Winslow               | Episodio: "Not with My Carol You Don't"                        |
| 1993      | Quantum Leap          | 'Tibby' Johnson               | Episode: "Shock Theater: 3 de octubre de 1954"                 |
| 1996      | Law & Order           | Michael Walters               | Episodio: "Custody"                                            |
| 2001–2005 | JAG                   | Commander Sturgis Turner      | Reparto principal (temporadas 7-10)                            |
| 2001      | The West Wing         | Congressional Committee Chair | Episodio: "Bad Moon Rising"                                    |
| 2001      | Star Trek: Voyager    | Garon                         | Episodio: "The Void"                                           |
| 2001      | NYPD Blue             | Anthony Mackey                | Episodio: "In the Still of the Night"                          |
| 2009      | American Dad!         | Desconocido                   | Voz; Episodio: "Brains, Brains and Automobiles"                |
| 2009      | The Mentalist         | De Shaun Braemer              | Episodio: "Carnelian, Inc."                                    |
| 2009–2010 | 24                    | CDC Director Ben Landry       | 2 episodios                                                    |
| 2011      | American Horror Story | Detective Webb                | Episodio: "Home Invasion"                                      |
| 2015      | Fear the Walking Dead | Art Costa                     | 2 Episodios                                                    |
| 2016      | Rectify               | Avery                         | 4 Episodios                                                    |
| 2017      | Legion                | Dr. Henry Poole               | 3 Episodios                                                    |
| 2017      | Suits                 | James Palmer                  | 2 Episodios                                                    |
| 2017–2018 | Mr. Mercedes          | Detective Peter Dixon         | Reparto principal (estreno de la temporada 1 y la temporada 2) |
| 2018–2020 | Star Wars Resistance  | Jarek Yeager                  | Reparto principal; papel de voz                                |
| 2019      | Unbelievable          | Billy Taggart                 | Rol recurrente                                                 |
| 2019      | Carol's Second Act    | Dr. On Roof                   | Episode "Blocking"                                             |
| 2022      | NCIS: Hawaiʻi         | Judge Malcolm Keen            | Episode: "The Game"                                            |

### Videojuegos
| Año  | Título                                              | Rol                                 | Notas |
| ---- | --------------------------------------------------- | ----------------------------------- | ----- |
| 1993 | Ground Zero: Texas                                  | Pike                                |       |
| 1994 | Star Wars: TIE Fighter                              | Darth Vader                         | Voice |
| 1995 | Star Wars: Dark Forces                              | Darth Vader                         | [ 4 ] |
| 1995 | Star Wars: Rebel Assault II: The Hidden Empire      | Darth Vader                         |       |
| 1998 | Star Wars: Rebellion                                | Darth Vader                         | [ 4 ] |
| 2000 | Star Wars: Force Commander                          | Darth Vader / Dignatario rebelde #1 | Voz   |
| 2001 | Star Trek: Away Team                                | Slovaak                             | Voz   |
| 2001 | Star Wars: Super Bombad Racing                      | Darth Vader                         | Voz   |
| 2001 | Star Wars: Galactic Battlegrounds                   | Darth Vader                         |       |
| 2001 | Star Wars Rogue Squadron II: Rogue Leader           | Darth Vader                         | [ 4 ] |
| 2002 | Star Wars Racer Revenge                             | Darth Vader / Anakin Skywalker      | Voz   |
| 2003 | Star Wars Rogue Squadron III: Rebel Strike          | Darth Vader / Transport Captain 2   | Voz   |
| 2005 | Star Wars: Episode III – Revenge of the Sith        | Darth Vader                         | Voz   |
| 2005 | EverQuest II: Desert of Flames                      | Desconocido                         | Voz   |
| 2005 | Star Wars: Battlefront II                           | Darth Vader                         | Voz   |
| 2006 | Star Wars: Empire at War                            | Darth Vader                         | [ 4 ] |
| 2007 | Command & Conquer 3: Tiberium Wars                  | Desconocido                         | Voz   |
| 2008 | Command & Conquer 3: Kane's Wrath                   | Desconocido                         | Voz   |
| 2016 | Mafia III                                           | Voces adicionales                   |       |
| 2019 | Tom Clancy's The Division 2                         | General Antwon Ridgeway             | Voz   |
| 2019 | Vader Immortal: A Star Wars VR Series - Episode I   | Darth Vader                         | Voice |
| 2019 | Vader Immortal: A Star Wars VR Series - Episode II  | Darth Vader                         | Voz   |
| 2019 | Vader Immortal: A Star Wars VR Series - Episode III | Darth Vader                         | Voz   |
| 2019 | Star Wars Jedi: Fallen Order                        | Darth Vader                         | Voz   |
| 2020 | Star Wars: Squadrons                                | Darth Vader                         | Voz   |
| 2023 | Star Wars Jedi: Survivor                            | Darth Vader                         | Voice |